# برلمان تركمنستان

شعار تركمانستان

برلمان تركمنستان (بالتركمانية: Türkmenistanyň Mejlisi) هو الهيئة التشريعية في تركمانستان، ويتكون من 125 مقعداً، وهو المجلس الأدنى في المجلس الوطني لتركمانستان .

## طالع أيضًا
- National Council of Turkmenistan [الإنجليزية]‏